# Sushi Ramen Riku
Sushi Ramen Riku (すしらーめん《りく》?  Tokio, Japón, 30 de mayo de 1999) es un youtuber japonés, representado por Uuum Co. Su canal de YouTube cuenta con más de 5 millones de suscriptores y ha sido condecorado con el Play Button de plata y oro. El origen de su nombre se debe a sus dos comidas favoritas, el sushi y el ramen. Su verdadero nombre es Riku Horiuchi (堀内 陸 Horiuchi Riku?).
Comenzó a hacer videos para YouTube en la escuela preparatoria, donde formaba parte de un grupo llamado "Sushi Ramen" con algunos compañeros. Tras graduarse, asistió a una escuela secundaria diferente de sus compañeros y fue entonces cuando comenzó a trabajar en solitario, aunque manteniendo el mismo nombre. Incluso después de graduarse, Riku y sus amigos tenían prohibido difundir videos de sus respectivas escuelas, lo que conllevo al pixelado de varios de sus videos. Abrió su canal principal de YouTube, Sushi Ramen Riku, el 23 de octubre de 2013, donde mayormente se dedica a realizar videos experimentales. El 21 de mayo de 2015, abrió un subcanal llamado Sushi Ramen 2nd.